# Фоса
Фоса (Cryptoprocta ferox) — вид котовидих ссавців із родини Фаланукові, поширений у не сильно порушених лісах Мадагаскару; на очищеному від лісу центральному плато відсутній. Діапазон проживання за висотою від рівня моря до 2600 м на гірському масиві Андрінгітра.

## Морфологія
Морфометрія. Довжина голови й тіла: 700—800 мм, довжина хвоста: 650—700 мм, довжина задньої ступні: 120—128 мм, вага: 7—12 кг. Самці трохи більші за самиць.
Опис. Червонувато-коричневе хутро поєднується з сіруватим на спині; низ майже бежевий, хвіст блідіший за боки, без плям. Хутро новонароджених сіре чи близьке до білого, але забарвлення дорослих особин досягається за 6 місяців. Шерсть відносно коротка, пряма і густа.

## Генетика
Каріотип 2n=42.

## Поведінка
Веде в основному поодинокий спосіб життя. Активна фоса головним чином на світанку й уночі з піком активності у години перед світанком, але є спостереження тварини й серед дня. Внутрішньовидова комунікація складається з довгоживучими мітками запахом, що характерна для обох статей, кількох акустичних сигналів (вигук загрози, нявкання самиці під час злягання, муркотіння), і візуальні сигнали (вираз обличчя і всього тіла). Легко вилазять на дерева і стрибають. Передні лапи використовуються для захоплення і притискання жертви до землі.

## Життєвий цикл
Парування відбувається у вересні або жовтні, пологи — у грудні або січні, період вагітності близько 90 днів. Від двох до чотирьох малюків народжується у прихованому місці, наприклад, печері або під деревом. Кожен новонароджений важить близько 100 г (або менше) з хутром, але беззубий і сліпий. Спостереження в зоопарках показують повільний розвиток. Очі відкриваються через 2—3 тижні. Молодь вперше покидає схованку в 4,5 місяці, коли відбувається відлучення від молока. У 20-місячному віці з'являються постійні зуби. Початок статевої зрілості припадає на 3-річний вік. У неволі можуть жити 20 років.

## Загрози та охорона
Серйозною загрозою для цього виду є втрата й фрагментація лісових місць проживання, значною мірою обумовленій перетворенням лісових масивів на сільськогосподарські землі та пасовища і вибіркові вирубки лісу. Також фоса полює на свійську птицю, а отже її вбивають місцеві жителі як шкідника. Ще однією загрозою є полювання, у тому числі колективне. Також відбувається конкуренція зі здичавілими хижаками, такими як дикі собаки. Вид присутній на багатьох природоохоронних територіях, але не охороняється адекватно, відповідно до національного законодавства, бо існують конфлікти в рамках національного законодавства, як всередині нього, так і між законами місцевих спільнот.

## Галерея

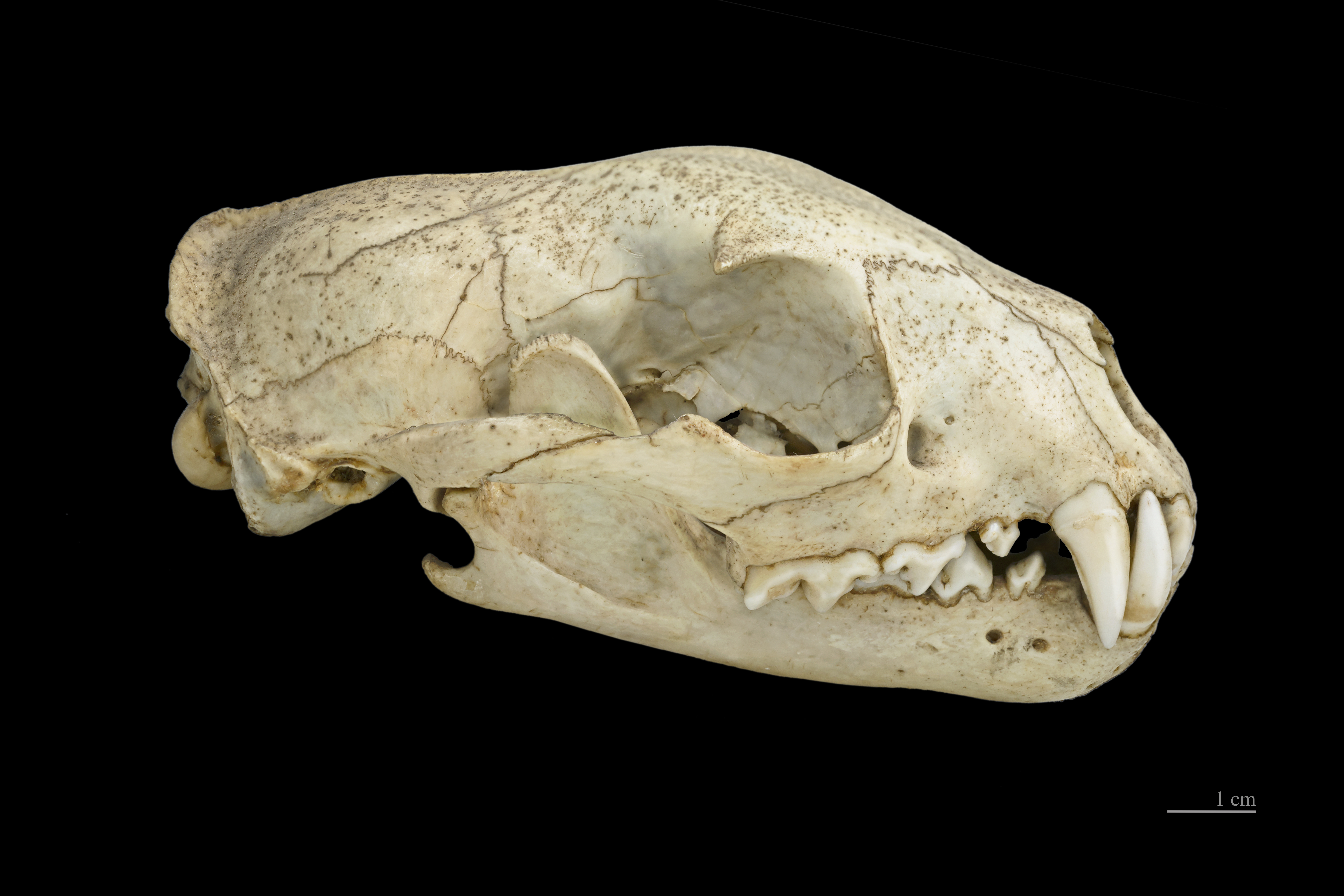
музейний зразок
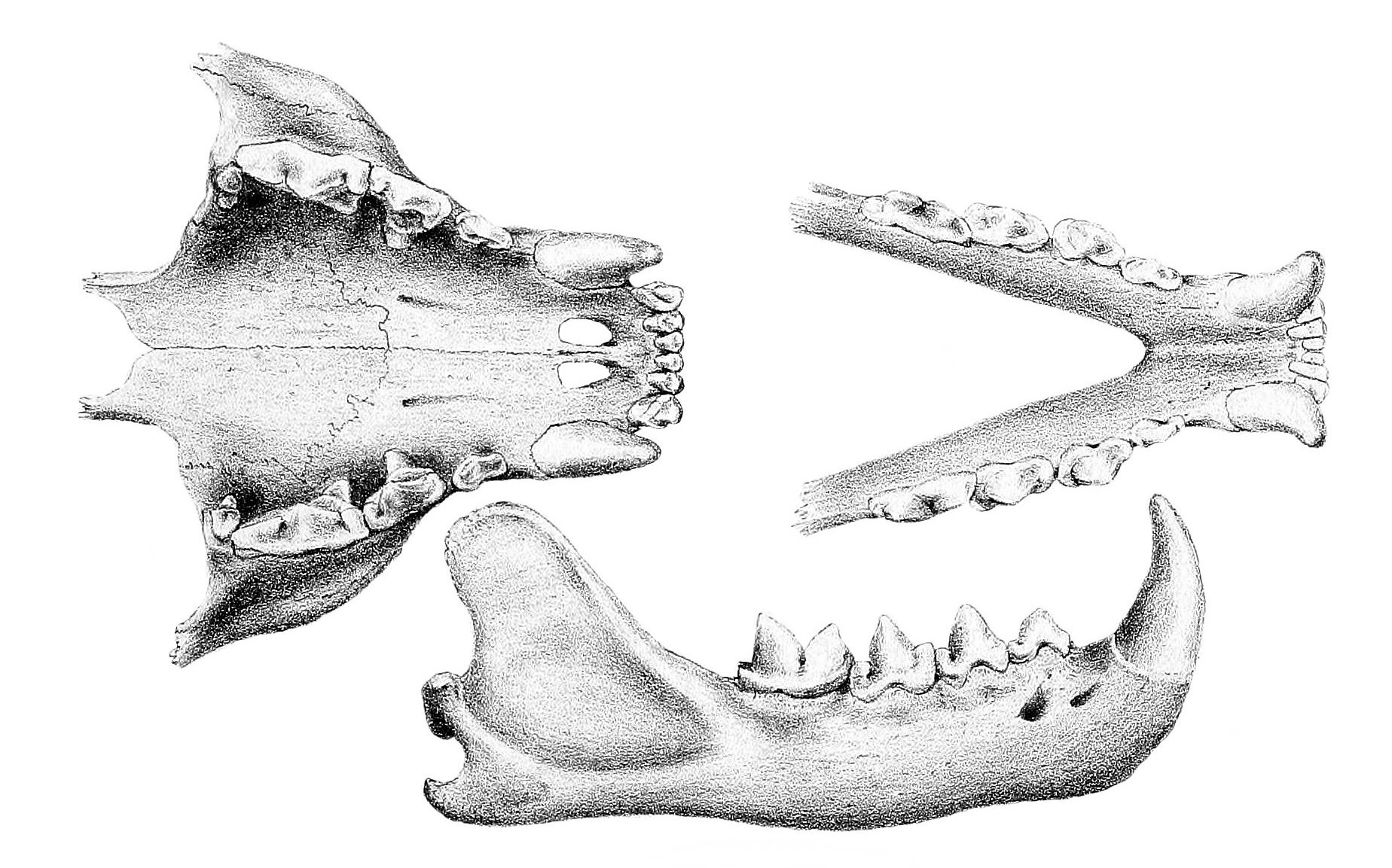
малюнки верхньої щелепи і нижньої щелепи.
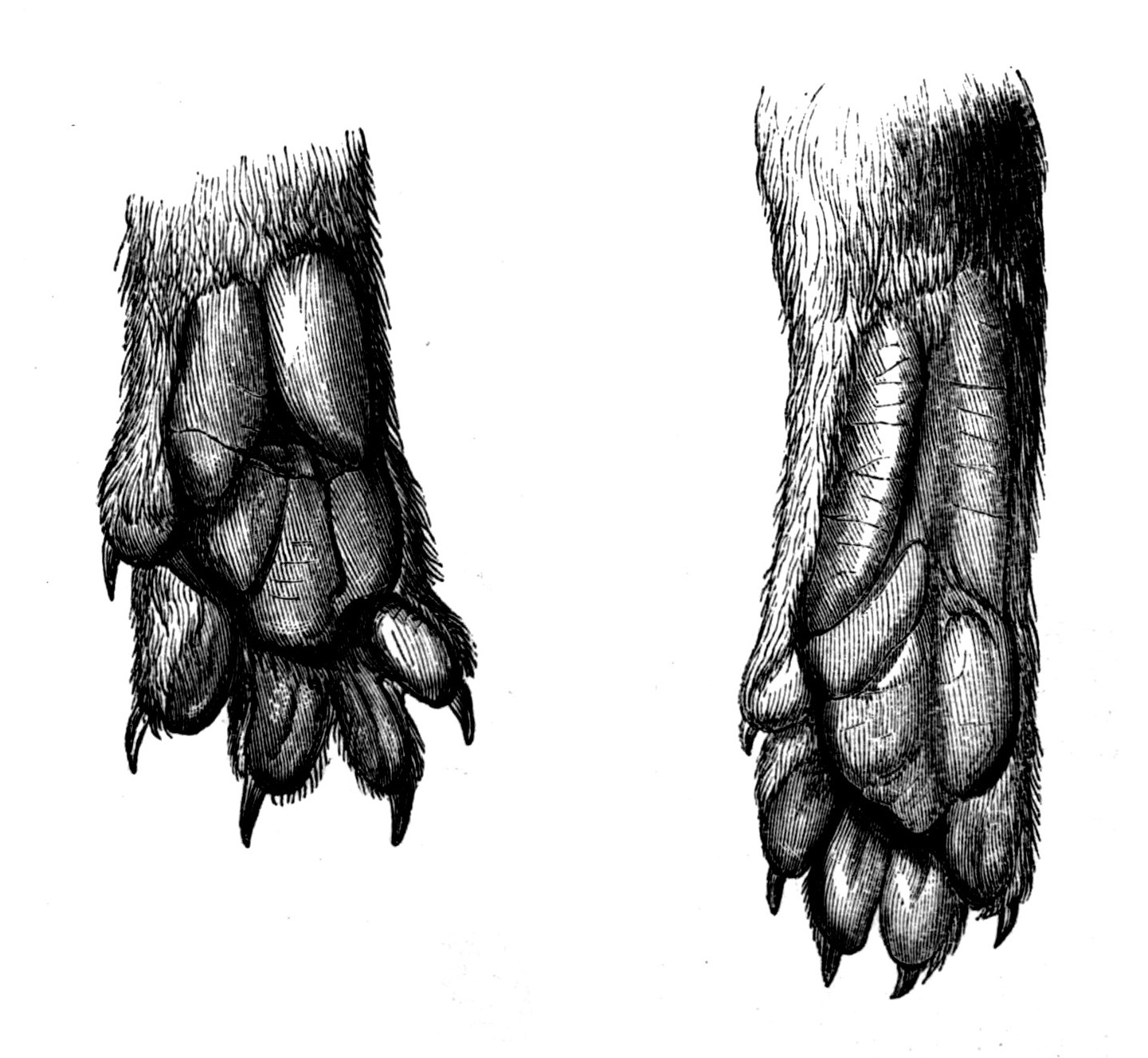
зліва: підошва передньої лапи; праворуч: підошва задньої лапи
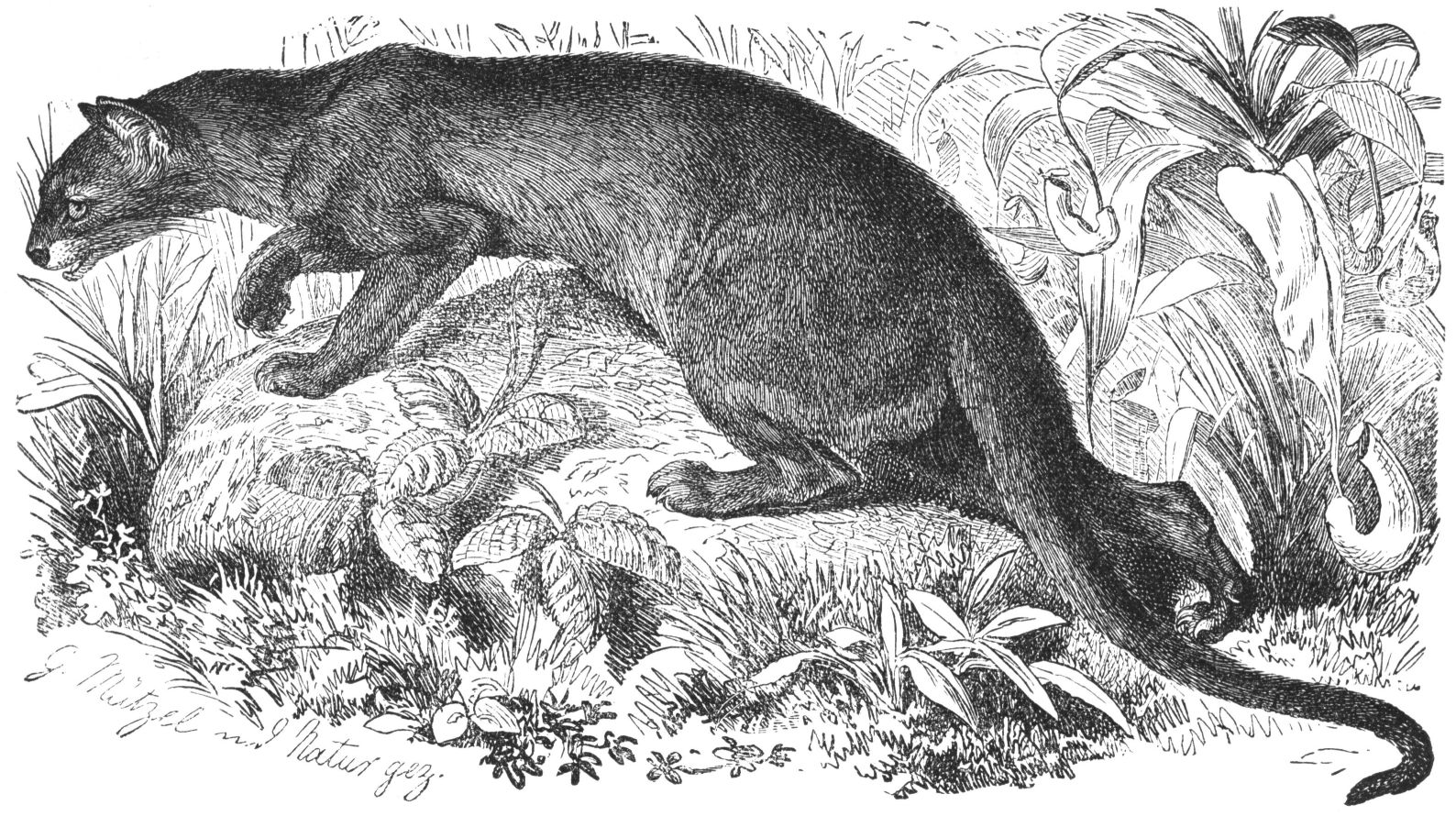
ілюстрація